# Pechreuth (Culmitz)
Pechreuth war ein Gemeindeteil der Gemeinde Culmitz im oberfränkischen Landkreis Naila in Bayern. Der Wohnplatz liegt in der Gemarkung Culmitz.

## Geografie
Die Einöde mit Grundstück ist von Wald umgeben. Im Norden fällt das Gelände ins Froschbachtal ab im Süden ins Tal eines Quellbachs des Lippertsbachs. Eine Gemeindeverbindungsstraße führt nach Froschbach (1,4 km südwestlich).

## Geschichte
Infolge des Ersten Gemeindeedikts wurde ein Teil von Pechreuth dem 1812 gebildeten Steuerdistrikt Culmitz und der zugleich entstandenen Ruralgemeinde Culmitz zugewiesen. Diese wurde im Zuge der Gebietsreform in Bayern am 1. Juli 1971 nach Naila eingemeindet. Am 1. Mai 1978 wurde der Lippertsgrüner Gemeindeteil Pechreuth nach Naila eingemeindet. Beide Gemeindeteile wurden erst später zum Gemeindeteil Pechreuth vereinigt.

### Einwohnerentwicklung
| Jahr      | 1819  | 1861  | 1871  | 1885  | 1900   | 1925   | 1950   | 1961   | 1970   | 1987  |
| Einwohner | *26   | 19    | 17    | 20    | 15     | 14     | 13     | 13     | 7      | 8     |
| Häuser    |       |       |       | 3     | 3      | 3      | 3      | 3      |        | 2     |
| Quelle    | [ 4 ] | [ 7 ] | [ 8 ] | [ 9 ] | [ 10 ] | [ 11 ] | [ 12 ] | [ 13 ] | [ 14 ] | [ 1 ] |

## Religion
Pechreuth ist evangelisch-lutherisch geprägt und bis heute nach Naila gepfarrt.